# Леротоли Летсие
Леротоли Летсие (сесото Lerotholi Letsie) (1836—19 августа 1905 года) — 3-й великий вождь народа сото (басуто). 

## Биография
Был сыном и наследником вождя Летсие I. Стал править после смерти отца в 1891 году.
Еще во время правления отца участвовал в войнах против Оранжевого Свободного Государства и Капской колонии.
Во время правления Леротолли британская администрация стремилась централизовать власть в Басутоленде. В 1903 году был создан Национальный совет Басутоленда, который принял 18 законов, получивших название «законов Леротоли».
Верховный вождь Леротоли скончался в августе 1905 года, ему унаследовал его сын Летсие II.